# Hestina assimilis
Hestina assimilis es una especie de lepidóptero de la familia Nymphalidae. Se encuentra en Asia. Generalmente tiene un gran tamaño.  Tiene varias subespecies: H. a. assimilis, H. a. formosana (Moore), H. a. shirakii (Shirozu, 1955), y H. a. f. nigrivena (Leech)

## Distribución
H. assimilis se encuentra en el  Tíbet, China,  Hong Kong y Corea

## Comportamiento
H. assimilis usa su larga trompa para investigar en el barro del suelo o grava y obtener la humedad que necesita. El macho es muy territorial, manteniéndose siempre en puestos de altura para defender su territorio.

## Galería

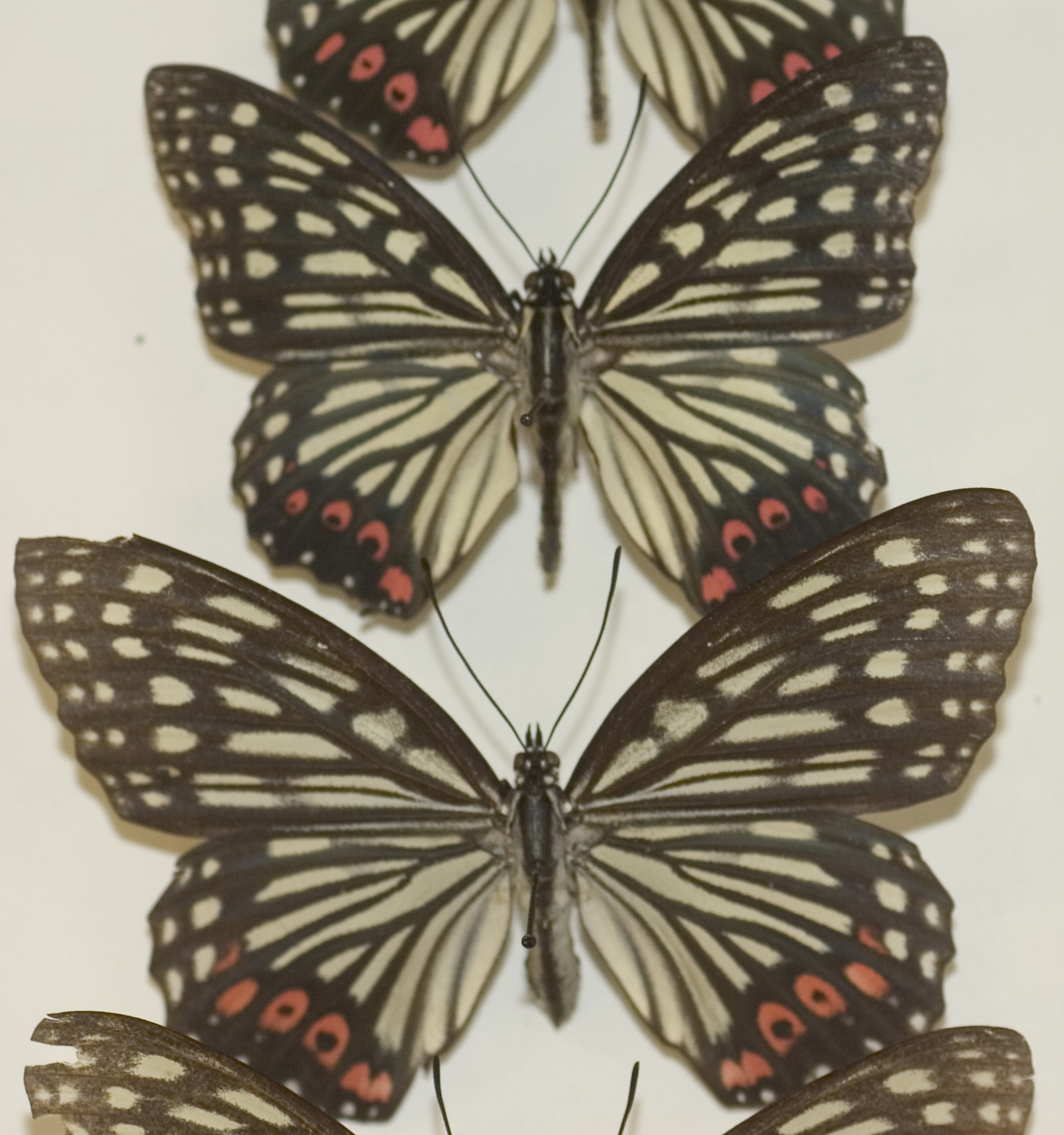
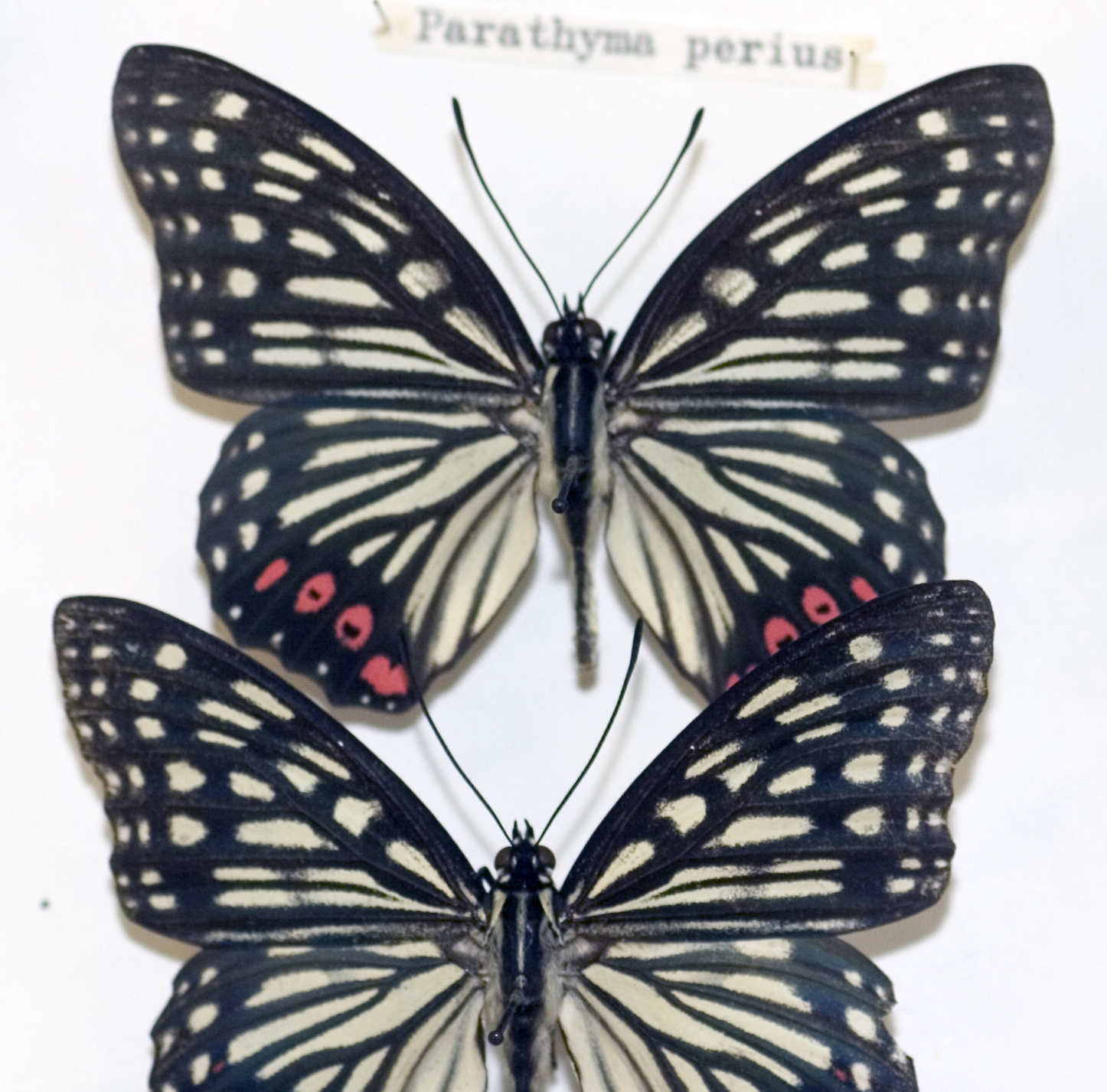
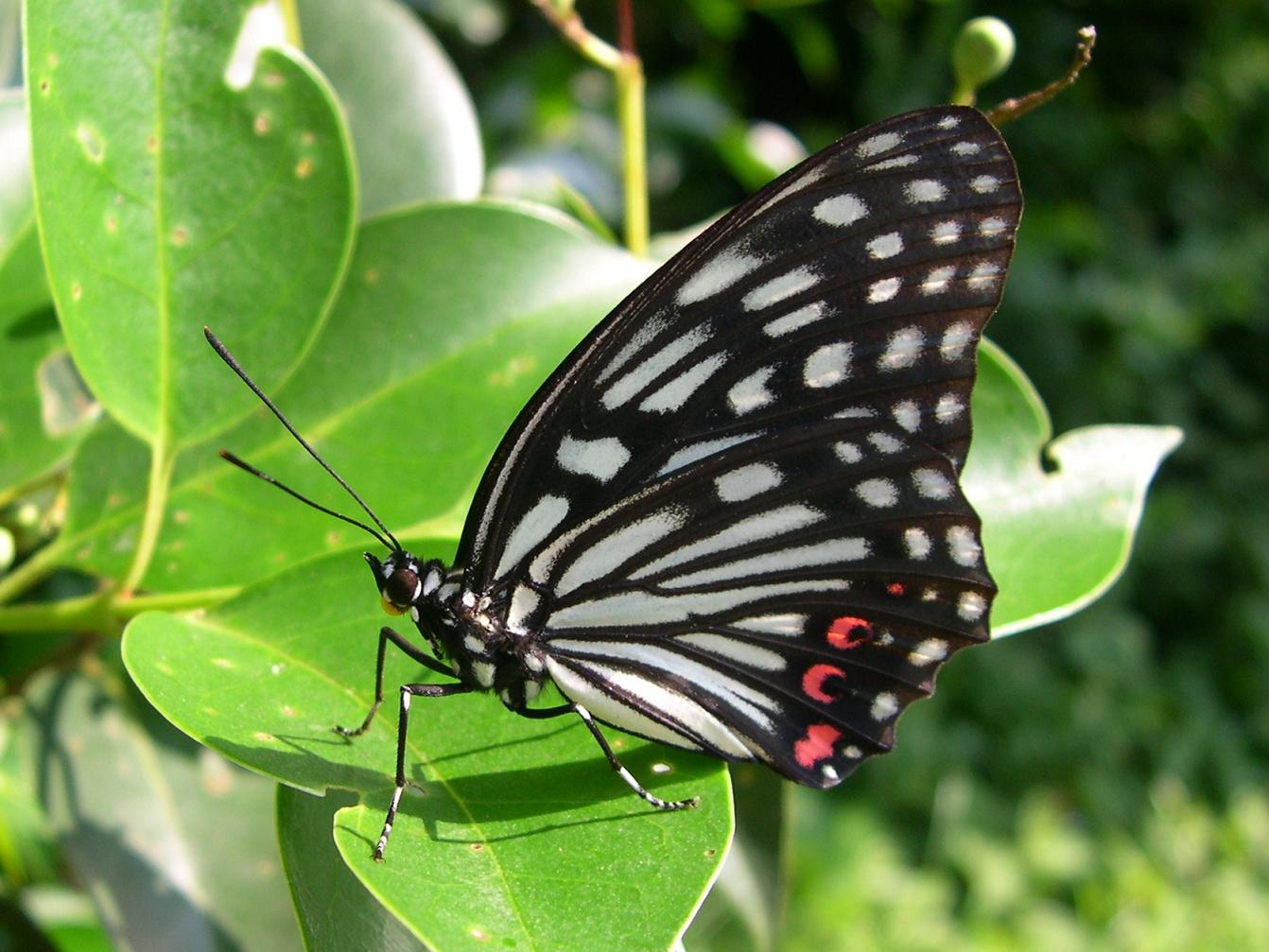
H. a. assimilis Yokohama,Japan
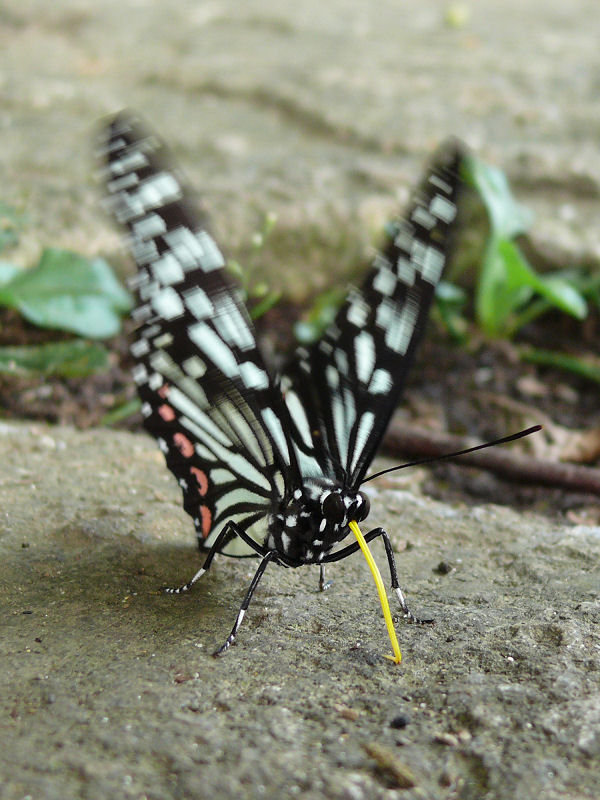
H. a. assimilis, in Kawasaki Japan
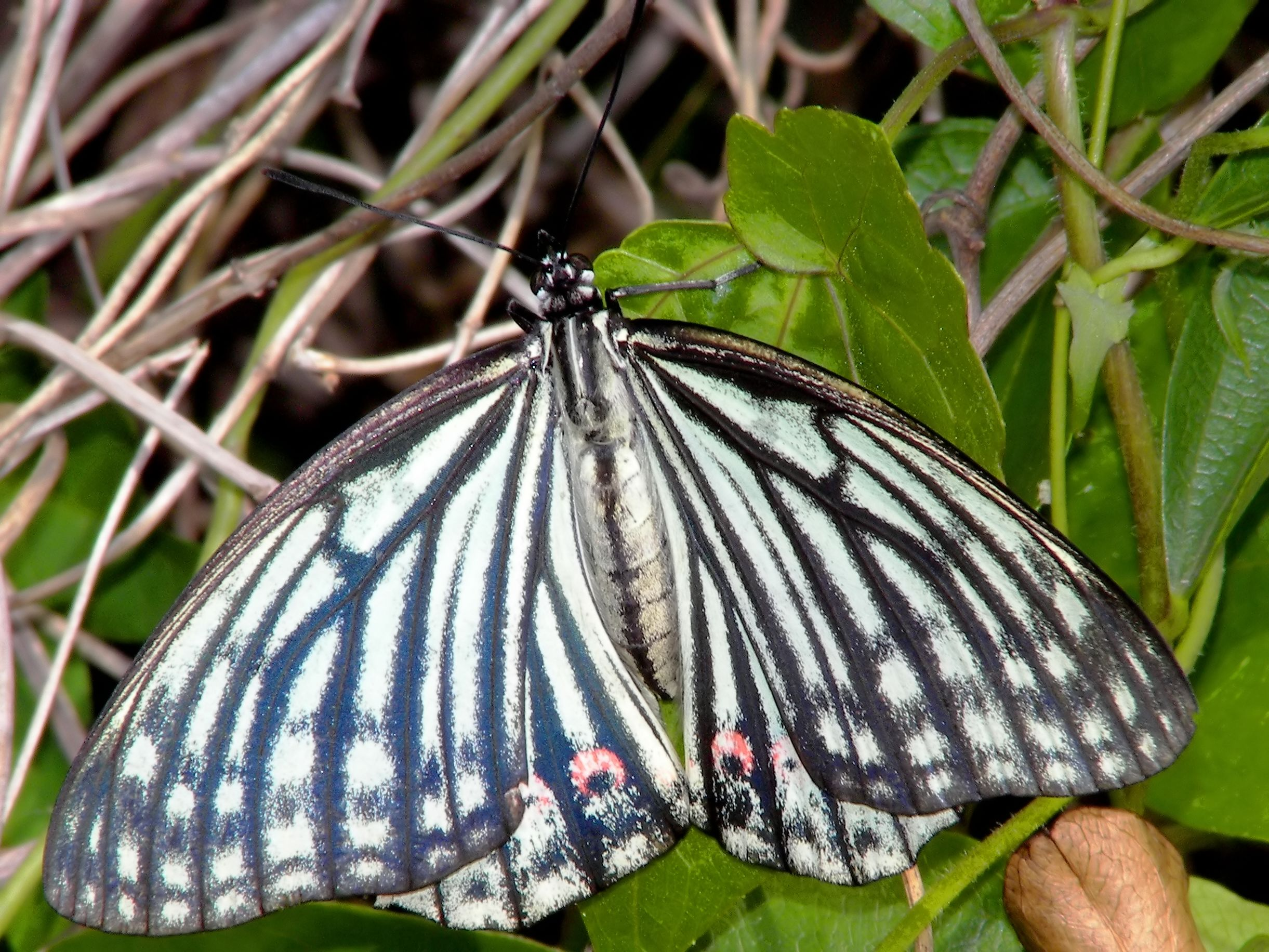